# My Aim Is True
| 전문가 평가                   | 전문가 평가 |
| 평가 점수                     | 평가 점수   |
| 출처                          | 점수        |
| ----------------------------- | ----------- |
| AllMusic                      | [ 3 ]       |
| Blender                       | [ 5 ]       |
| Chicago Tribune               | [ 6 ]       |
| Christgau's Record Guide      | B+          |
| Entertainment Weekly          | A−          |
| Pitchfork                     | 9.8/10      |
| Q                             | [ 10 ]      |
| Rolling Stone                 | [ 11 ]      |
| The Rolling Stone Album Guide | [ 12 ]      |
| Uncut                         | [ 13 ]      |

《My Aim Is True》는 영국의 싱어송라이터 엘비스 코스텔로의 데뷔 음반이다. 이 음반은 1976년 이즐링턴의 런던 버로우에 있는 하이버리의 패스웨이 스튜디오에서 총 24시간 동안 6번의 스튜디오 세션 동안 녹음되었다. 닉 로우가 프로듀싱한 5장의 연속 코스텔로 음반 중 첫 번째 음반이며, 레코딩에 2천 파운드의 비용이 들었다. 이 밴드는 클로버의 멤버들로 구성되었지만, 계약상의 어려움으로 인해 원래 발매된 음반에 대해 인정받지 못했고, 이 음반에 대한 일부 초기 공개는 이 밴드를 "샴록스"로 식별했다.
1977년, 《롤링 스톤》은 이 음반을 올해의 최고 음반 중 하나로 선정했다. 2003년에 TV 방송사인 VH1은 《My Aim Is True》를 역대 80번째 음반으로 선정했다. 2003년에 이 음반은 《롤링 스톤》이 선정한 역사상 가장 위대한 음반 500장 순위에서 168위를 차지하여, 2012년 개정된 목록에서 등급을 유지했다. 2004년에는 피치포크가 "대중음악 역사상 가장 인상적인 데뷔 음반으로 많은 사람들이 보유하고 있다"고 발표한 1970년대 100대 음반 중 37위에 올랐다. 2007년에 이 음반은 그래미 명예의 전당에 헌액되었다.

## 배경
코스텔로는 1970년부터 리버풀과 런던의 클럽과 펍에서 공연하며 데모 테이프를 몇 개 만들었지만 음반 계약을 따내는 데는 별 성과가 없었다. 1976년 스티프 레코드가 설립되었을 때, 코스텔로는 데모를 그곳에 제출하고 약간의 관심을 찾았지만, 처음에는 데이브 에드먼즈의 작곡가로 그를 원했다. 그러나 에드먼즈는 내키지 않아 코스텔로와 클로버에게 로우의 프로듀싱으로 그의 노래 일부를 재녹음하게 하여 그를 설득하려 했다. 새 음반은 스티프 레코드가 그 생각을 버리기에 충분했다.

## 곡 목록
모든 곡들은 엘비스 코스텔로에 의해 작사/작곡하였다.
| #  | 제목                            | 재생 시간 |
| -- | ------------------------------- | --------- |
| 1. | 〈Welcome to the Working Week〉 | 1:22      |
| 2. | 〈Miracle Man〉                 | 3:31      |
| 3. | 〈No Dancing〉                  | 2:39      |
| 4. | 〈Blame it on Cain〉            | 2:49      |
| 5. | 〈Alison〉                      | 2:54      |
| 6. | 〈Sneaky Feelings〉             | 2:09      |

| #  | 제목                                     | 재생 시간 |
| -- | ---------------------------------------- | --------- |
| 1. | 〈(The Angels Wanna Wear My) Red Shoes〉 | 2:47      |
| 2. | 〈Less Than Zero〉                       | 3:15      |
| 3. | 〈Mystery Dance〉                        | 1:38      |
| 4. | 〈Pay it Back〉                          | 2:33      |
| 5. | 〈I'm Not Angry〉                        | 2:57      |
| 6. | 〈Waiting for the End of the World〉     | 3:22      |

## 인증
}
}
}
| 국가                       | 인증     | 판매량/출하량 |
| -------------------------- | -------- | ------------- |
| 캐나다 (뮤직 캐나다)       | 골드     | 50,000^       |
| 영국 (BPI)                 | 실버     | 60,000^       |
| 미국 (RIAA)                | 플래티넘 | 1,000,000^    |
| ^출하량을 기반으로 한 인증 |          |               |